# 松井真人
松井 真人（まつい まさと、1978年2月8日- ）は、日本の俳優。

## 経歴
愛知県名古屋市出身。劇団あおきりみかん所属。名城大学理工学部数学科卒業。

## 受賞歴
- 愛知県芸術文化選奨・文化新人賞
- 池袋シアターグリーンフェスティバル大賞
- 愛知県芸術劇場演劇フェスティバル・グランプリ賞
- 名古屋市民芸術祭・芸術祭賞
- シアターモリエール舞台美術賞・銅賞

## 出演作品

### 劇団あおきりみかん
- 其の壱「誰が為にベルは鳴る」（1999年）
- 其の弐「殺人は突然に」（1999年）
- 其の参「サンタクロースが多すぎる」（2000年）
- 「グリコン戦隊リサイクルマン」（名古屋市環境センター）（2000年）
- 其の四「フィーリングカップル」（2000年）
- 新人公演「モンタージュ」（2000年）
- 其の五「つかずはなれず」（2001年）
- 其の六「恋は盲目」（2001年）
- 新人公演「ひびけ歌声」（2002年）
- 其の七「海がとっても青いから」（2002年）
- 其の八「とけないまほう」（2002年）
- ぽんかん劇場其の壱「えんもたけなわ」（2003年）
- 其の九「ときはかねなり」（2003年）
- 其の拾「朝まで待てない」（2003年）
- ぽんかん劇場其の弐「プラクティス・プラクティス」（2004年）
- 其の拾壱「昼下がり車庫上がり」（2004年）
- 其の拾弐「超喫茶で逢いましょう」（2004年）
- ぽんかん劇場其の参「１と２と３と４と５」（2005年）
- 其の拾参「ホップ・ストップ・バスストップ」（2005年）
- 其の拾四「困ったさんの　困ったさんによる　困ったさんのための」（2005年）
- 其の壱五「にぎやかな崖っぷち」（2006年）
- 其の拾六「上空劇場、さようなら」（2007年）
- 其の拾七「漂流裁判」（2007年）
- ぽんかん劇場其の四「ギャル～閉じません　（2008年）
- 其の拾八「パレード旋風が巻き起こる時」（2008年）
- 其の拾九「蒲団生活者」（2008年）
- 其の拾九「布団生活者」（東京劇団フェス・アミューズ）（2009年）
- 其の弐拾「箱を持っている」（2009年）
- 其の弐拾壱「占いホテル」（2009年）
- 「階段話」（第31回 kyoto演劇フェスティバル）（2010年）
- 其の弐拾弐 「ここまでがユートピア」（2010年）
- 其の弐拾参 「オンナの平和」（2010年）
- 「現在、進行形」（日本演出者協会若手演出家コンクール）（2011年）
- 其の弐拾四「気分屋」（2011年）
- 「合戦」（教文演劇フェスティバル）（2011年）
- 其の弐拾伍「歯に衣着せない」（2011年）
- 其の弐拾六「ミュージカル　湖の白鳥」（2012年）
- 「ここまでがユートピア」（日本劇作家協会プログラム「第16回劇作家協会新人戯曲賞」の競演）（2012年）
- 其の弐拾七「よく聞く」（2012年）
- 「上中下」(劇王Ⅹ）（2013年）
- 其の弐拾八「迷子の部屋」（名古屋テレビ塔共催）（2013年）
- 其の弐拾九「サーカス家族」（2013年）
- 其の弐拾九「サーカス家族」（再演）（2013年）
- 「森だって、生きている」（名古屋市主催）（2013年）
- 其の参拾「発明王子と発明彼女」（2014年）
- 其の参拾壱「天国の東側」（2014年）
- まちおこし音楽劇「愛・かきつばた姫」（一般財団法人ちりゅう芸術創造協会）（2014年）
- 其の参拾弐「身辺生理」（2014年）
- 其の参拾参「だるい女」（2015年）
- 其の参拾四「パラドックス・ジャーニー」（2016年）
- 其の参拾伍「僕の居場所」（2016年）
- 其の参拾六「ルート６７」（2017年）
- 其の参拾七「つぐない」（2017年）
- 其の参拾八「秘密公表機関」（2018年）
- 其の参拾九「鏡の星」（2018年）
- 学校巡回公演「僕の教室」
- 其の四拾「ワード・ロープ」（2019年）
- ぽんかん劇場其の伍「三人寄れば文句の杖」（2019年）
- 「わたしとあなた」（2021年）
- 其の四拾壱「宮城野」（2022年）
- 「ねがい星へようこそ」（豊田市文化振興財団、豊田市）（2022年）
- 「岡田ものがたり～木綿がつむぐ、人のやさしさ～」（知多市観光協会）（2023年）
- 其の四拾弐「スワン・ケージ　ー観るー」（2023年）
- 其の四拾弐「スワン・ケージ　ー渡るー」（2023年）
- 其の四拾参「今日、母が死んだ」（2024年）
- 韓・日演劇交流プロジェクト「韓・日演劇でイッソ」(いっしょ)「９分ループ」（2024年）
- 其の四拾四「気遣い狂時代」（2025年）

### ラジオドラマ
- FMシアター（NHK-FM）
  - 『起業しやぁ』（NHK）（2025年1月18日）[3]
  - 生放送ドラマ『喜劇　娘が嫁ぐ日』（NHK）
  - 『太陽の罠』（NHK）
  - 『黄色い煉瓦』（NHK）
  - 『シャキーン！』（NHK）
  - FMシアター『希望の推し』（NHK）
  - 青春アドベンチャー『秘密の花園』（NHK）
  - CBCラジオドラマ『還暦刑事』（CBC）
  - CBCラジオ『鳥籠になった男』
  - 『名古屋行き最終列車』（メーテレ）
  - 『名古屋行き最終列車2014』（メーテレ）
  - 『名古屋行き最終列車2017』（メーテレ）
  - 『ゆめうつつー』（ＮＨＫ）
  - 『会社の星』（ＮＨＫ）
  - 『各務ヶ原よ大使を抱け』（メーテレ）
  - 『中学生日記』（NHK）
  - 『Ｌｉｍｉｔ』　刑事の現場２（NHK）
  - 『リサッチ』（東海テレビ放送）
  - 『あげテンッ』（東海テレビ放送）
  - 『情熱の源流（テレビ愛知）』盛田昭夫役
  - 『金とくドラマ～マサさんがゆく～伊勢･志摩編～』（NHK）マサの夫・勇吉役
  - 『さくら色の恋』（東海テレビ）